# John Ensign

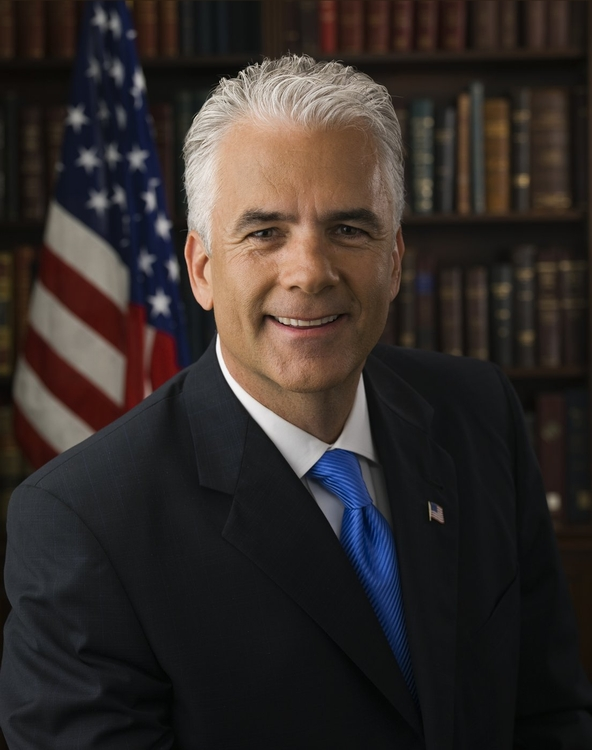
John Ensign, vor 2008

John Eric Ensign  (* 25. März 1958 in Roseville, Kalifornien) ist ein amerikanischer Politiker der Republikanischen Partei. Für den Bundesstaat Nevada saß er von 1995 bis 1999 im Repräsentantenhaus und von 2001 bis 2011 im Senat der Vereinigten Staaten.

## Familie, Ausbildung und Beruf
Ensign ist der Sohn von Sharon Lee Cipriani (gestorben 2014) und eines kaum bekannten leiblichen Vaters. Während seiner Kindheit zog seine Familie von Kalifornien nach Nevada, wo die Mutter in Reno in einem Kasinon arbeitete und ihre drei Kinder allein großzog. Dort heiratete sie Michael S. Ensign (gestorben 2016), einen Manager der Glücksspielbranche, der später Vorsitzender des Board of Directors des Hotels Mandalay Bay Resort wurde. Michael Ensign adoptierte neben seinen Geschwistern auch den neunjährigen John Ensign. Die Familie zog nach Las Vegas, als John Ensign sechzehn Jahre als war. Dort besuchte er die E. W. Clark Highschool.
Ensign studierte Tiermedizin an der University of Nevada, Las Vegas, der Oregon State University (Bachelor of Science 1981) und der Colorado State University, an der er  „wiedergeborener Christ“ wurde. Er war Mitglied der Studentenverbindung Sigma Chi. 1985 schloss er sein Studium als Doktor der Veterinärmedizin ab und eröffnete im Anschluss die erste 24-Stunden-Tierklinik in Las Vegas. Zudem war er Hotelmanager. Nach seinem Rückzug aus der Politik nahm er die Arbeit als Tierarzt wieder auf.
Ensign lebt in Las Vegas; mit seiner Frau Darlene hat er drei Kinder. Im Juli 2019 ließen sie sich scheiden. Als Mitglied der International Church of the Foursquare Gospel war Ensign der einzige Angehörige der Pfingstbewegung im US-Senat. Er gehört der evangelikalen Gruppe Promise Keepers an.

## Politische Laufbahn

### Im Repräsentantenhaus
1994 konnte Ensign sich bei der Vorwahl (Primary) der Republikanischen Partei für die Wahlen zum Repräsentantenhaus für den ersten Kongresswahlbezirk Nevadas durchsetzen. Im anschließenden Wahlkampf lag er über weite Strecken gegen den Amtsinhaber, den Demokraten James Bilbray, zurück. Als jedoch bekannt wurde, dass ein Wahlkampfhelfer Bilbrays große finanzielle Vorteile durch Gesetze erlangt hatte, für die Bilbray sich eingesetzt hatte, konnte Ensign aufholen. Er gewann die Wahl zum Repräsentantenhaus mit einem Vorsprung von 1400 Stimmen. Bei seiner Wiederwahl 1996 erreichte er einen Vorsprung von sieben Prozentpunkten. Im Repräsentantenhaus setzte sich Ensign für den Bau eines Krankenhauses für Veteranen des amerikanischen Militärs im Süden Nevadas ein, das im Jahr 2011 eingeweiht wurde.
Da er sich 1998 nicht zur Wiederwahl stellte, endete sein Mandat im Repräsentantenhaus am 3. Januar 1999.

### Im Senat
1998 trat Ensign bei der Wahl zum US-Senat an, verlor jedoch gegen den demokratischen Mandatsinhaber Harry Reid, der bei insgesamt 416.000 abgegebenen Stimmen – mit Nachzählung – 428 mehr erhalten hatte. Beide Seiten hatten im Wahlkampf 8 Millionen Dollar ausgegeben. Ensign trat bei der Senatswahl 2000 erneut an und konnte sich diesmal gegen den Demokraten Ed Bernstein durchsetzen; auf Ensign entfielen 55 Prozent der Stimmen, auf Bernstein 40. Ensign nahm damit den Sitz des ausscheidenden Senators Richard Bryan (Demokraten) ein. Bei der Senatswahl 2006 trat Ensign gegen den Demokraten Jack Carter, Sohn des früheren US-Präsidenten Jimmy Carter, an. Ensign konnte die Wahl mit 55 Prozent der Stimmen für sich entscheiden, auf Carter entfielen 41 Prozent. Ensign und der zweite Senator für Nevada, Reid, entwickelten trotz unterschiedlicher Parteizugehörigkeit eine freundschaftliche Beziehung und setzten sich regelmäßig gemeinschaftlich für die Belange Nevadas ein. So setzten sich beide gemeinsam gegen ein Atommüllendlager in Yucca Mountain und Restriktionen der Glücksspielbranche ein.
John Ensign war von 2007 bis 2009 Vorsitzender des National Republican Senatorial Committee (NRSC) und als solcher für die Kandidatensuche, Koordinierung, Spendensammlung und -verteilung bei der Wahl zum Senat 2008 zuständig. Das Ziel, die Mehrheit im Senat zurückzugewinnen, verfehlte er jedoch. Als er im Mai 2009 Iowa – den Bundesstaat, in dem die Präsidentschaftsvorwahlen traditionell beginnen – besuchte, wurde darüber berichtet, dass Ensign möglicherweise bei der Wahl 2012 kandidieren könnte.

### Affäre und Rücktritt
Im Juni 2009 wurde bekannt, dass Ensign 2007/08 eine mehrmonatige Affäre mit einer langjährigen Mitarbeiterin unterhalten hatte. Ensign trat von seinem Amt als NRSC-Vorsitzender zurück. Daraufhin ließ der Senat Ensigns Verhalten durch eine Ethikkommission untersuchen, unter anderem, weil der Verdacht bestand, dass Ensign seine Position ausgenutzt hatte, um den Skandal nicht öffentlich werden zu lassen: Er hatte dem Ehemann seiner Geliebten eine gutbezahlte Lobbyistenstelle verschafft und sich für Projekte eingesetzt, von denen dessen Klienten profitierten. Im Mai 2011 kam die Ethikuntersuchung zum Ergebnis, es lägen „substanzielle und glaubwürdige Beweise“ vor, dass Ensign dabei Bundesgesetze gebrochen habe, und verwies die Angelegenheit an das US-Justizministerium. Dort wurden die Ermittlungen vom FBI weitergeführt und 2012 eingestellt. Die Federal Election Commission erlegte Ensign und seinen Eltern Strafzahlungen in Höhe von 54.000 Dollar für Zahlungen an Ensigns frühere Geliebte und deren Mann auf.
Im März 2011 gab Ensign bekannt, bei der Wahl zum Senat 2012 nicht erneut anzutreten und erklärte am 22. April, bereits am 3. Mai 2011 sein Mandat im Senat niederzulegen. Damit erhielt Nevadas republikanischer Gouverneur Brian Sandoval die Möglichkeit, einen Nachfolger zu ernennen, der das Mandat bis zur – zeitgleich mit dem regulären Wahltag im November stattfindenden – außerordentlichen Nachwahl kommissarisch ausübte. Die Wahl fiel auf den Kongressabgeordneten Dean Heller. Melanie Sloan, Geschäftsführerin der Citizens for Responsibility and Ethics in Washington, kommentierte die Vorgänge mit den Worten, es sei Druck auf Ensign ausgeübt worden, früher zurückzutreten, um einem ernannten Nachfolger für die folgende Wahl einen Vorsprung zu verschaffen. Seine Dokumente als Politiker überließ er dem Archiv der University of Nevada, Reno.

## Positionen
Ensign galt als gesellschaftspolitisch konservativ und setzte sich unter anderem gegen Schwangerschaftsabbruch ein (Pro-Life). Er hob immer wieder den Wert von Familie hervor und forderte 1998 Bill Clinton im Zuge der Lewinsky-Affäre und 2007 Larry Craig im Zuge eines Sexskandals zum Rücktritt auf. Gleichgeschlechtliche Ehen lehnte er ab. Im Jahr 2010 stimmte Ensign beeinflusst von Aktivisten für die Aufhebung der Militärrichtlinie Don’t ask, don’t tell, die offen Homosexuellen den Wehrdienst verwehrt hatte.
Zusammen mit den demokratischen Senatoren Maria Cantwell (Washington), Arlen Specter (Pennsylvania) und Dianne Feinstein (Kalifornien) setzte er sich maßgeblich für den Animal Fighting Prohibition Enforcement Act ein. Dieses Gesetz verbietet es, Tiere zur Kampfzwecken von einem Bundesstaat in einen anderen zu transportieren. Er setzte sich für weniger Staat und niedrigere Steuern sowie eine Stärkung der Sicherheitspolitik mit verschärftem Kampf gegen Terrorismus ein und unterstützte den Irakkrieg. Eltern sollten seiner Ansicht nach stärkere Wahlmöglichkeiten für die Schulbildung ihrer Kinder erhalten.